# Tragédie d'Amarnath Yatra

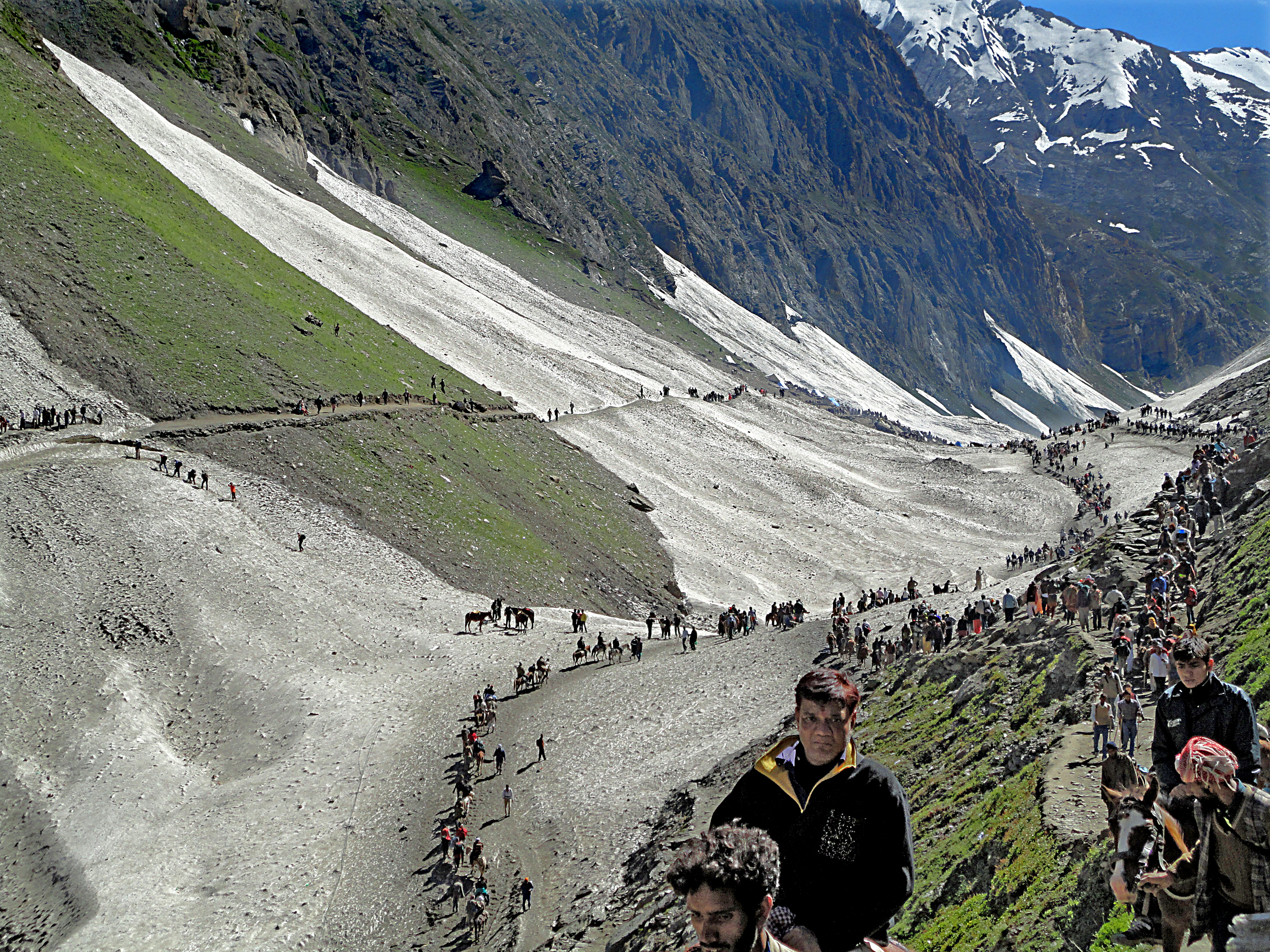
Pèlerins en route vers le sanctuaire d'Amarnath.

La tragédie d'Amarnath Yatra  fait référence à la mort de plus de 250 pèlerins en 1996, dans l'État du Jammu-et-Cachemire en Inde en raison du mauvais temps. Les pèlerins étaient en pèlerinage annuel de Yatra (en) au sanctuaire d'Amarnath.

## Contexte
Le nombre de pèlerins en 1992 a atteint 50 000. La première attaque contre les pèlerins s'est produite en 1993, cette année-là, Harakat-ul-Ansar, basée au Pakistan, avait annoncé une interdiction en raison de la démolition de Babri Masjid. Le pèlerinage s'est cependant déroulé la plupart du temps dans le calme.
En 1994, 1995 et 1998, le groupe a de nouveau annoncé une interdiction de l'Amarnath Yatra annuel. En 1996, les militants avaient assuré qu'ils n'interviendraient pas.
Ainsi, le nombre de pèlerins en 1996 était plus élevé que d'habitude. Entre le 21 et le 25 août 1996, environ 100 000 yatris montaient ou descendaient simultanément entre Jammu et l'Amarnath.

## Tragédie
Au cours de cette période, il y a eu des chutes de neige inhabituellement abondantes ainsi que de violents blizzards le long de la route de la yatra. Près de 242 yatris ont perdu la vie à cause de l'épuisement, de l'exposition, du gel, etc. Plus de 263 cadavres ont été retrouvés dans et autour du temple. Le gouvernement de la Conférence nationale a constitué un comité dirigé par l'officier à la retraite de l'IAS (en), le Dr Nitish Sengupta, qui a été chargé d'enquêter sur divers aspects de la tragédie et de suggérer des mesures et des remèdes pour éviter que de tels incidents ne se reproduisent à l'avenir.